# Um Mundo de Estranhos
Um Mundo de Estranhos (A World of Strangers, em inglês, no original) é um romance de 1958 da romancista sul-africana galardoada com o Nobel de Literatura Nadine Gordimer. 
O romance recebeu críticas mistas, sendo objecto de criticismo pela exposição pedante da visão de mundo de Gordimer.
O romance esteve proibido na África do Sul durante 12 anos.

## Resumo
O enredo principal do romance centra-se no retrato das divisões e fronteiras que o Apartheid e o capitalismo internacional criaram na sociedade sul-africana. O romance centra-se tematicamente no liberalismo na África do Sul e na comunidade internacional.

## Título
O narrador masculino do romance afirma no final do Capítulo X:
"Eu respeitava isto; pois não me tinha eu, por razões minhas, sentido um estranho, sem compromissos, no meu próprio mundo em Inglaterra; e não era essa a razão por que acabara por me sentir curiosamente bem neste país africano, um estranho entre pessoas que eram estranhas entre si?"

## Adaptação
Em 1962, uma adaptação cinematográfica dinamarquesa do romance foi lançada sob o título Dilemma pelo diretor de cinema dinamarquês Henning Carlsen, tendo no elenco de atores Ivan Jackson, Evelyn Frank e Marijke Mann. O filme ganhou o Grande Prémio no Festival Internacional de Cinema de Mannheim-Heidelberg de 1962. 
No Reino Unido, este filme foi lançado sob o título A World of Strangers devido a um thriller de crime britânico não relacionado com o livro ter sido lançado no mesmo ano com o mesmo nome.